# 아폴로 극장 (런던)

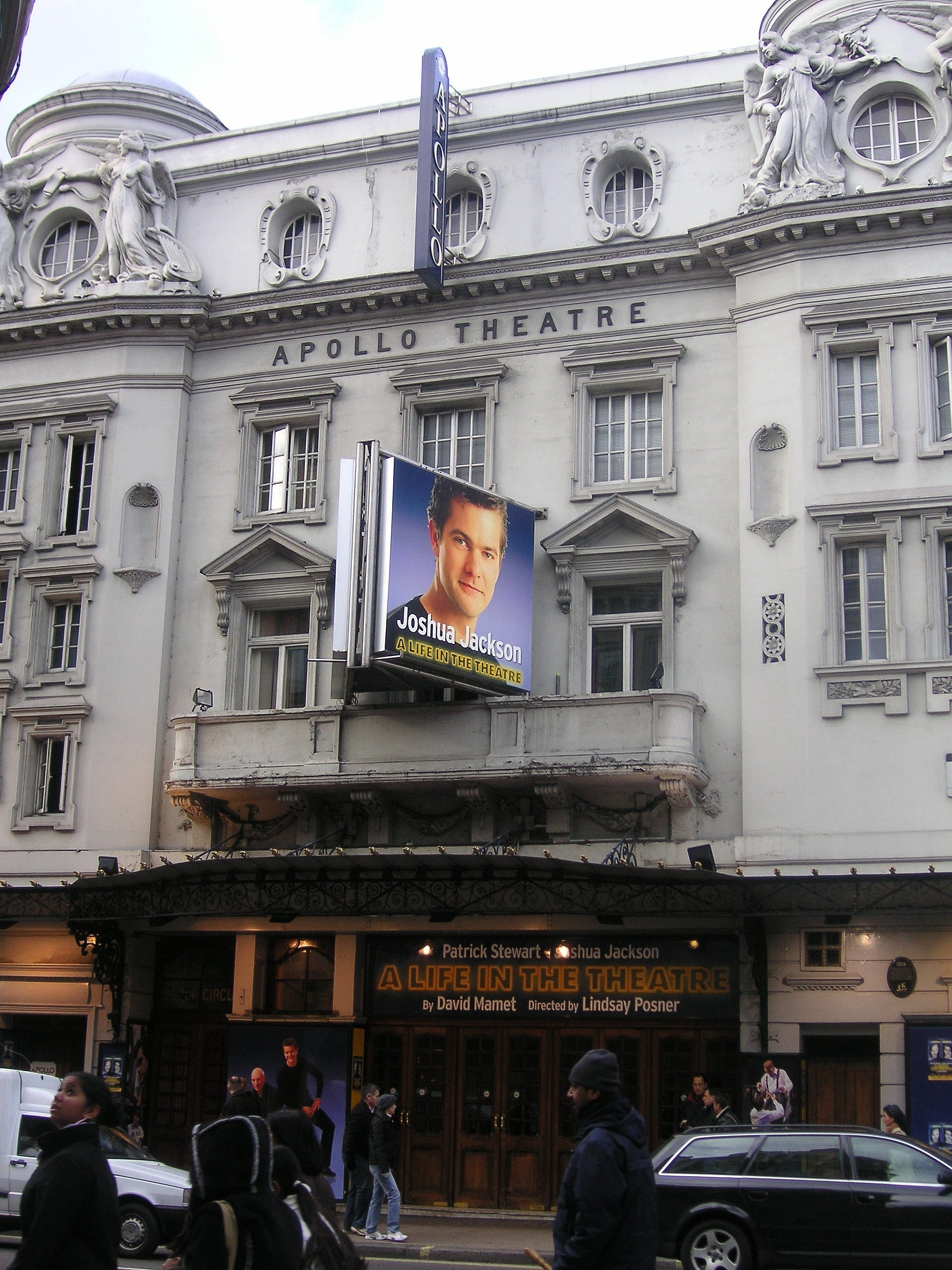
아폴로 극장

아폴로 극장(Apollo Theatre)은 잉글랜드 런던 시티오브웨스트민스터 섀프트버리 애버뉴에 위치한 극장이다.